# サン＝マール侯爵アンリ・コワフィエ・ド・リュゼ
サン＝マール侯爵アンリ・コワフィエ・ド・リュゼ（Henri Coiffier de Ruzé, marquis de Cinq-Mars, 1620年 - 1642年9月12日）は、フランス王ルイ13世の寵臣。当時権勢を誇ったリシュリュー枢機卿と対立し、リシュリューを排除する陰謀を企てたが、成功の直前で露見し処刑された。この陰謀は、リシュリューを排除しようとする数々の陰謀の最後のものとなった。

## 生涯
サン＝マールはエフィア侯爵アントワーヌ・コワフィエ＝リュゼ元帥の息子であり、元帥がリシュリューと親しかったため、1632年に元帥が死去するとリシュリューに庇護された。
1639年、リシュリューは青年サン＝マールをルイ13世に謁見させた。この若い青年を王の小姓にしようと考えたのである。小姓とは王侯のそばに仕える気に入りの臣下のことであるが、多くの場合同性愛の対象でもあり、王侯が事に当たって決定を下す際に大きな影響力をもっていた。リシュリューの目論見通り、サン＝マールはすぐに王室衣裳寮長官（Grand-maître de Garde-robe）を任ぜられ、主馬寮長（Premier écuyer de France）、さらに主馬頭（Grand écuyer de France）へと出世した。その上ルイ13世はサン＝マールにダンマルタン伯爵領まで与えたのである。
サン＝マールは治安判事フランソワ＝オーギュスト・ド・トゥーや王弟オルレアン公ガストンと結託、スペインと内通し陰謀を企てた。この計画はリシュリューを失脚ないし暗殺させ、当時フランスと対立状態にあったスペインと相互に領土返還を果たした上で平和条約を結ぶというものだった。計画実現のためスペインはスダン地方に18,000人の軍勢を集め、合図を待った。
しかしサン＝マールの秘密通牒がリシュリューの警察隊に押収され、計画が露見。信頼を裏切られたルイ13世とリシュリューはサン＝マールを裁判にかけさせた。こうして1642年9月12日、サン＝マールはド・トゥーと共に、リヨンで断頭台の露と消えた。
サン＝マールの母であるエフィア侯爵夫人はトゥレーヌ地方に追放され、サン＝マールの弟も聖職禄請求権を剥奪された。サン＝マール家の城館は取り壊された。
陰謀を受けて同年12月にパリ高等法院は、オルレアン公から摂政になる権利を剥奪することを宣言した。

## 創作への影響
サン＝マールの陰謀事件を題材にして19世紀フランスの作家アルフレッド・ド・ヴィニーが1826年に小説『サン＝マール』（正確な題名は『サン＝マール、あるいはルイ13世時代の陰謀』）を発表している。しかし、サン＝マールの人物像を美化しすぎているという非難（とりわけサント＝ブーヴによるものが有名）をうけ、1827年に刊行された版にヴィニーは「芸術における真実についての考察」と題する一種の序文を付し、自己弁護した。 
シャルル・グノーも同題のオペラ『サン＝マール』を作曲し、1877年4月5日に初演されている。